# Isabel Delgado
Isabel Delgado (9 de julio de 1987) es una destacada deportista mexicana de la especialidad de nado sincronizado quien fue campeona de Centroamérica y del Caribe en Mayagüez 2010.

## Trayectoria
La trayectoria deportiva de Isabel Delgado se identifica por su participación en los siguientes eventos nacionales e internacionales:

### Juegos Centroamericanos y del Caribe
Fue reconocido su triunfo de ser la cuarta deportista con el mayor número de medallas de la selección de  México 
en los juegos de Mayagüez 2010.

#### Juegos Centroamericanos y del Caribe de Mayagüez 2010
Su desempeño en la vigésima primera edición de los juegos, se identificó por ser la séptima deportista con el mayor número de medallas entre todos los participantes del evento, con un total de 5 medallas:

- , Medalla de oro: Combinación
- , Medalla de oro: Dúo Libre
- , Medalla de oro: Dúo Técnica
- , Medalla de oro: Equipo Libre
- , Medalla de oro: Equipo Técnica